# Marouette d'Australie
Porzana fluminea
Espèce
Statut de conservation UICN

 LC  : Préoccupation mineure
La Marouette d'Australie (Porzana fluminea) est une espèce d'oiseaux de la famille des Rallidae.
Elle fréquente les zones côtières et intérieures d'eau douce, saumâtre, marins et terrestres privilégiant marais, marécages, estuaires et marais salants, sources de Duma florulenta, chénopodes, joncs et de carex. Son aire peut s'étendre aux zones intérieures arides en période de précipitations.